# Maison des Ingénieurs (638 rue Amiral Bosse)
Pour les articles homonymes, voir Maison des Ingénieurs.
La maison des Ingénieurs est une maison remarquable de l'île de La Réunion, département et région d'outre-mer français dans le sud-ouest de l'océan Indien. Située au 638 rue Amiral Bosse, au Port, elle est inscrite aux monuments historiques depuis le 14 mars 2014.